# Isole di Litke
Le isole di Litke (in russo Острова Литке, ostrova Litke) è un gruppo di isole russe che fa parte dell'arcipelago di Nordenskiöld ed è bagnato dal mare di Kara.
Amministrativamente appartengono al distretto del Tajmyr del Territorio di Krasnojarsk, nel Circondario federale della Siberia.

## Geografia
Come il resto dell'arcipelago, le isole di Litke sono situate al largo delle coste centrali della penisola del Tajmyr, comprese tra la grande isola Russkij (meno di 150 m a nord-ovest), il gruppo delle Vostočnye (3,5 km a ovest), e quello delle Pachtusov (a sud). Lo stretto di Lenin (пролив Ленина, proliv Lenina) le separa da quest'ultimo gruppo. Fa parte della Riserva naturale del Grande Artico dal 1993.
Si tratta di 10 isole di varie dimensioni e di 2 piccole isole senza nome, che si estendono da ovest a est per circa 33 km nella parte sud-orientale del mare di Kara. Il punto più alto del gruppo è di 42 m s.l.m., sull'isola Torosnyj.
Sono state così nominate nel 1901 in onore del geografo, navigatore ed esploratore russo Fëdor Petrovič Litke. Un'altra isola con lo stesso nome si trova nella terra di Francesco Giuseppe.

## Le isole
- Isola di Ermolov (остров Ермолова, ostrov Ermolova), la più grande del gruppo, è situata 5 km a sud dell'isola Russkij. Ha una forma ovale irregolare, con una penisola di 3,5 km nella parte occidentale. Da capo Kamenistyj (мыс Каменистый) a ovest, fino a capo Povorotnyj (мыс Поворотный) a est, la lunghezza è di 13 km, mentre misura poco meno di 6 km di larghezza nella parte centrale. Nella parte settentrionale si apre la baia Zamančivaja (бухта Заманчивая, buchta Zamančivaja), che ha una forma circolare con un diametro di circa 1,5 km e uno stretto ingresso lungo 300 m.
Tutta l'isola è composta da basse alture rocciose, le quali si innalzano fino a 40 m nella parte nord-orientale, fino a 25 m nella penisola ad ovest, e fino a 29–35 m nella parte centrale. Le coste sono prevalentemente pianeggianti, con l'unica eccezione della penisola rocciosa ad ovest. Sono presenti piccoli corsi d'acqua a carattere stagionale, alcuni dei quali sfociano nella baia Zamančivaja. Ci sono anche alcuni piccoli laghi, soprattutto al centro dell'isola. Il terreno è quasi tutto privo di ghiaccio ed è coperto da muschi, licheni e da erbe corte e resistenti.
Nella zona con l'elevazione massima si trova un punto di triangolazione geodetica.
A sud-ovest si trova un isolotto senza nome.
L'isola è stata così nominata da Eduard von Toll, a capo della spedizione sulla scuna Zarja nel 1901, in onore dello statista e figura pubblica della Russia pre-rivoluzionaria Aleksej Sergeevič Ermolov, scienziato, agronomo e membro onorario dell'Accademia delle Scienze di San Pietroburgo. Lo stesso Toll lavorò per Ermolov prima di partire per la sua spedizione.[4]76°53′11.71″N 96°09′03.08″E
- Isola Torosnyj (остров Торосный, ostrov Torosnyj), la più occidentale del gruppo, nonché quella con l'elevazione massima (42 m). È un'isola rocciosa relativamente grande, 1,5 km[5] a sud-ovest di Ermolov; misura circa 4,3 km di lunghezza e 2,4 km di larghezza.[5]
Il punto più occidentale si chiama capo Terrasnyj (мыс Террасный), quello meridionale capo Utes (мыс Утес) e quello orientale capo Pologij (мыс Пологий). Il nome deriva dal russo Торос (Toros), che significa "banchina",[6] e che è anche il nome di una nave russa che negli anni trenta esplorò la zona. 76°51′34.2″N 95°46′48″E
- Isola di Šilejko (остров Шилейко, ostrov Šilejko), è la più settentrionale e dista meno di 150 m dalla grande isola Russkij. Si trova 2,6 km[5] a nord di Torosnyj e 1,2 km[5] a nord-ovest di Ermolov. Ha una forma allungata, con una striscia di sabbia lunga 1,6 km,[5] la kosa Galečnaja (коса Галечная, kosa Galečnaja), all'estremità nord-orientale. Misura 4,6 km di lunghezza (esclusa la kosa) e 2,45 km di larghezza.[5] Ci sono altre 2 lingue di sabbia una a est e l'altra a ovest. L'altezza massima è di 10 m. L'estremità meridionale si chiama capo Tupoj (мыс Тупой), quello orientale capo Lagunnyj (мыс Лагунный). Quest'ultimo deve il nome alla laguna che si trova nei suoi pressi. Sono presenti 2 ruscelli stagionali che sfociano a nord e sud, e un piccolo lago nel nord. Prende il nome dall'idrografo e astronomo russo Evgenij Ivanovič Šilejko.[7]76°55′04.98″N 95°52′37.56″E
- Isola di Sofia (остров Софии, ostrov Sofii), è un'isola stretta e allungata, 2 km[5] a sud di Torosnyj. Misura circa 1,5 km di lunghezza.[5] L'altezza massima è di 11 m. 76°48′59.4″N 95°46′30″E
- Isola di Sikora (остров Сикора, ostrov Sikora), è una piccola isoletta qualche centinaio di metri a sud dell'isola di Sofia. 76°48′24.12″N 95°46′57.9″E
- Isola di Pedašenko (остров Педашенко, ostrov Pedašenko), 5,9 km[5] a sud-est di Ermolov, è un'isola stretta e allungata che si sviluppa da sud-ovest a nord-est; misura 2,6 km di lunghezza e 600 m di larghezza massima a sud-ovest.[5] Il punto più alto è di 20 m. Prende il nome dallo zoologo russo Dmitrij Dmitrievič Pedašenko. 76°50′15.36″N 96°31′31.98″E
- Isola di Unkovskij (остров Унковского, ostrov Unkovskogo), un piccolo isolotto a sud-est di Ermolov e a sud-ovest di Pedašenko; è la più meridionale dell'intero gruppo se si esclude un altro isolotto senza nome poco a sud. Prende il nome dall'ammiraglio e navigatore russo Ivan Semënovič Unkovskij. 76°47′51.54″N 96°21′28.8″E
- Isole Tri Brata (острова Три Брата, ostrova Tri Brata), sono le tre isole più orientali del gruppo, 4,2 km[5] a est di Pedašenko. Sono disposte in una sorta di triangolo, con l'isola più piccola come vertice settentrionale e le altre due a fare da base. La maggiore è quella sud-orientale; misura 2,9 km di lunghezza e 1,4 km di larghezza,[5] e ha un'elevazione massima di 31 m.
L'isola sud-occidentale è di forma irregolare con lunghezza e larghezza massima pressoché uguali (1,8 km[5]); l'altezza raggiunge i 33 m. Qui sono presenti un piccolo corso d'acqua e un laghetto.
La minore è lunga 600 m e larga poco più di 300 m,[5] e si trova 2 km[5] a nord delle altre due; l'elevazione massima è di soli 9 m.
Il nome significa "isole dei Tre Fratelli".[8] 76°52′11.1″N 96°49′34.68″E